# UNC Smogovci
Udruga navijača Cibone Smogovci, ili samo Smogovci, zagrebačka je navijačka skupina koja prati Košarkaški klub Cibonu. Udruga je osnovana 4. ožujka 2011. i predstavlja prvu organiziranu navijačku skupinu u povijesti Cibone. Ime i identitet skupine potječu od popularne hrvatske serije Smogovci koja je s vremenom postala simbolom grada Zagreba i purgerske kulture. Smogovci na domaćim utakmicama Cibone okupiraju Žuti Sektor u Domu Dražena Petrovića.
Smogovci su proglašeni najboljom navijačkom skupinom u hrvatskoj košarci za sezonu 2011./2012. Aktualni predsjednik je Dario Hrković.

## Povijest

### Stanje kluba
Pred kraj 2010. godine, Cibona se našla u velikim financijskim poteškoćama koje su prijetile gašenjem kluba, prvenstveno zahvaljujući dugogodišnjem, neodgovornom upravljanju klubom. Ovakvo stanje vodilo je i rezultatskim razočarenjima, te naposljetku predajom titule prvaka Hrvatske.
Grad Zagreb ponudio se otkupiti dug kluba ako prostori u klupskom vlasništvu prijeđu u vlasništvo grada, dok je javnost generalno bila neraspoložena prema spašavanju posrnulih športskih kolektiva. 
UN Smogovci i ostali navijači Cibone su se oglasili u vrijeme pandemije COVID-19 preko Facebooka te su uz set pitanja za direktora Domagoja Čavlovića najavili borbu za spas kluba i borbu protiv trenutne uprave i kojem se nadaju kako će tako spasiti svoj klub od potonuća u propast budući kako je klub na rubu stečaja jer kasni s uplatama rata predstečajne nagodbe.

### Formiranje skupine

#### Neformalno djelovanje
Krajem studenog 2010. godine uoči posebne sjednice zagrebačke Gradske skupštine na kojoj se imalo odlučivati o sudbini kluba, skupina građana okupljenih u inicijativu Akcija za spas Cibone, prosvjedovala je pred Starom gradskom vijećnicom protiv gradskog ulaska u klub i predložila plan kojim bi se Cibona spasila javnim donacijama. Ubrzo je Akcija za spas Cibone rasla u podršci i dobivenom medijskom prostoru, a organizirali su i druge akcije poput okupljanja simpatizera na izvornom Ciboninom igralištu Tuškancu, te akciju Potrubi za spas Cibone u Savskoj ulici u Zagrebu.

#### Formalno djelovanje
U ožujku 2011. godine osnovana je Udruga navijača Cibone (UNC) kao prva navijačka skupina u klupskoj povijesti, o čemu su pisali i mediji. Prva utakmica na kojoj je skupina prisustvovala bila je protiv Krke iz Novog Mesta, a za prvog predsjednika izabran je Marko Subotić. Brojnost skupine procjenjuje se na oko 130 članova.

#### Identitet i naziv
Početkom sezone 2011./2012. zahvaljujući novim članovima, Udruga je počela raditi na koreografiji, koja je prvi puta izvedena na utakmici protiv Partizana. Od te utakmice, navijačka skupina nosi ime Smogovci, a u tom smjeru ide i vizualni identitet skupine. Smogovci su jedna od najmlađih navijačkih skupina u Hrvatskoj, a polovicu članstva čine djevojke. Sve ovo utjecalo je i na kulturu navijanja, koja je orijentirana na bodrenje vlastitog kluba na domaćim i gostujućim utakmicama, a izbjegava se svako vrijeđanje i sukobljavanje s protivnicima, vandalizam i huliganizam te bilo kakva diskriminacija po spolnoj, rasnoj, nacionalnoj i drugim osnovama. Njeguju se prijateljski odnosi s drugim košarkaškim navijačkim skupinama, a nerijetko se bodre i drugi zagrebački klubovi, od kluba hokeja na ledu Medveščak do vaterpolskog kluba Mladost. Smogovci kao najvećeg uzora navode Dražena Petrovića, nekadašnjeg igrača Cibone koji je klub predvodio do dvostrukog naslova prvaka Europe i čiji je život završio tragičnom smrću u prometnoj nesreći.

## Suradnje
UNC Smogovci su u dogovoru s još nekim hrvatskim navijačkim košarkaškim skupinama (Tornado Zadar, Sinjski Maligani, Rebels Dubrava, Gerila Kutina, navijači Rudar Cimpera) u kampanji za smjenu predsjednika Hrvatskog košarkaškog saveza kojeg se smatra odgovornim za loše stanje u hrvatskoj košarci.
U suradnji s Muzejsko-memorijalnim centrom Dražen Petrović, na inicijativu Smogovaca, izvorni transparent "Dražen" koji je sa Smogovcima godinama pohodio domaće i gostujuće utakmice, pokloljen je u 25.siječnja 2013. godine na dan "Noći muzeja" u trajnu građu Muzeja gdje će biti izložen kao dio postava koji govori o značaju kojeg Dražen Petrović i danas ima među navijačima Cibone. Transparent je ujedno vjerojatno i prvi navijački predmet izložen u Muzeju u Hrvatskoj.

## Grafiti
2. ožujka 2013. godine Smogovci povodom svojeg drugog rođendana izrađuju prvi grafit u povijesti kluba u Tratinskoj ulici podno Cibonina Tornja. Grafit je 'stara škola' i prikazuje Cibonin grb na plavoj podlozi s natpisom Cibona. Ovaj grafit ujedno predstavlja najveći postojeći grb Cibone.
27. travnja 2013. godine, Smogovci započinju bojanje betonskog prstena unutar dvorane Dražena Petrovića, koje će urediti grafitima.

## Vanjske poveznice
- Crošarka  Arhivirana inačica izvorne stranice od 8. studenoga 2012. (Wayback Machine) Smogovci - nova snaga Cibone
- hr-košarka.com  Arhivirana inačica izvorne stranice od 4. ožujka 2016. (Wayback Machine) Članci uz ključnu riječ "UNC Smogovci"
- Liga CroHoops UNC SMOGOVCI: Epizoda “Hakl na Trešnjevci”
- Facebook Stranica na Facebooku